# Good News Unlimited
A Good News Unlimited egy evangelizáló, nem profitorientált keresztény társaság, melyet a hetednapi adventista dr. Desmond Ford alapított.

## Története
1979-ben dr. Desmond Fordot kinevezték a Pacific Union College Association of Adventist Forums vizsgálati ítélet doktrína tagozatának elnökévé, de szembekerült az egyháza hivatalos álláspontjával. Ezért az 1980-as években saját missziót indított és megalakította a Good News Unlimitedet.
Tevékenységüket kiterjesztették Auburnra (Kalifornia),  Tweed Headsre (New South Wales), de van kirendeltségük Ausztráliában és Kanadában is. A kanadai intézmény 'Good News Fellowship Canada' néven működik.
Az ausztrál Ron Allen pásztor vette át a vezetést.

## Tevékenysége
Kazettákat, kiadványokat készítenek, amelyek Isten kegyelméről szólnak. Gyakran találkozókat szerveznek, ahol a tagok az őket érdeklő témákról vitázhatnak.
Több kiadványuk doktrínákról kifejezetten hetednapi adventisták támogatására készül; a legtöbb tag hetednapi adventista hitet vall.

## Lásd még
- Hetednapi Adventista Egyház